# فاطمه سپهری
فاطمه سپهری (زادهٔ ۱۳۴۳) کنشگر سیاسی، فعّال در زمینهٔ حقوق زنان، دموکراسی‌خواه و زندانی سیاسی اهل ایران است. او و برادرش محمدحسین سپهری از امضاکنندگان نامهٔ درخواست استعفای خامنه‌ای رهبر جمهوری اسلامی هستند. شوهر سپهری از جانباختگان جنگ ایران و عراق است. فاطمه سپهری به اتهام «اخلال در نظم و آسایش عمومی، تشویش اذهان عمومی و نشر اکاذیب» از سوی جمهوری اسلامی به حبس و شلاق محکوم شده‌است.

## زندگی
فاطمه سپهری زادهٔ ۱۳۴۳ است. در سال ۱۳۸۳ و در ۴۰ سالگی در کنکور دانشگاه شرکت کرد و موفق شد در دورهٔ لیسانس مدیریت بازرگانی در دانشگاه فردوسی مشهد قبول شود و مدرک کارشناسی خود را از این دانشگاه دریافت کند.
فاطمه سپهری فرزند ابراهیم،
همسرش را در طی جنگ ۸ سالهٔ ایران و عراق و در اوایل دههٔ ۶۰، از دست داد و سرپرستی فرزندش به حکم دادگاه و برخلاف رضایت سپهری، به پدر همسرش (به عنوان ولی شرعی) داده شد.

## بازداشت
فاطمه سپهری در تاریخ ۱۴ مرداد ۱۳۹۸، به عنوان یکی از حامیان 14 نفره زن کنشگر از امضاکنندگان بیانیهٔ 14 کنشگر ایرانی  بود که از بیانیهٔ ۱۴ فعّال سیاسی برای کناره‌گیری خامنه‌ای از حکومت و نیز گذار از جمهوری اسلامی، پشتیبانی کرد و پس از آن، در ۲۰ مرداد ۱۳۹۸ به همراه برادرش محمدحسین سپهری به دست مأموران امنیتی در مشهد، بازداشت شد و ابتدا به بازداشتگاه ادارهٔ اطلاعات مشهد و سپس به زندان مرکزی (وکیل‌آباد) مشهد، منتقل شد.

## اتهام‌ها و محکومیت
او به حکم دادگاه انقلاب مشهد، به اتهام توهین به اسلام، اهانت به خمینی و خامنه‌ای، براندازی حکومت جمهوری اسلامی، تبلیغ علیه نظام، مصاحبه با رسانه‌های معاند نظام، تشویش اذهان عمومی، نشر اکاذیب، برهم زدن امنیت ملی، اخلال در نظم عمومی با تجمع کردن، در حکم اولیه، به ۶ سال حبس و پس از کاهش یافتن حکم، به ۳ سال و شش ماه حبس و نیز دو بار (یک بار، به ۷۰ ضربه و بار دیگر، به ۸۴ ضربه، و روی‌هم‌رفته، ۱۵۴ ضربه) شلاق، محکوم شد.  که این حکم به دلیل همسر شهید بودن، به‌مدت ۵ سال تعلیق شد؛ با این حال، از زمان بازداشتِ دوباره (۷ مهر ۱۳۹۸) تا آزادی مشروط (۲۵ اردیبهشت ۱۳۹۹)، نزدیک به ۹ ماه را در زندان گذاراند.
سپهری از حقِ داشتن وکیل (تعیینی)، محروم بوده و مدتی، حق دسترسی به تلفن و دیدار با خانواده را نداشت.

### ازادی و اعتراض به عفو رهبری
او  پس از تعلیق محکومیت در پیامی ویدیویی گفت:
«من کوتاه نمی‌آیم، ساکت نمی‌نشینم، حرف برای گفتن، خیلی دارم؛ این راه را ادامه می‌دهم و سکوت نمی‌کنم».
وی پیش‌تر (در ۲۲ فروردین ۱۳۹۹) نیز در اعتراض به آزادی‌اش بر پایهٔ عفو رهبری، گفته بود:
«من عفو رهبری نمی‌خواهم؛ زیرا رهبری را قبول ندارم. من کاری نکردم [جرمی انجام نداده‌ام]. [سران حکومت جمهوری اسلامی] جنگ تحمیلی را راه انداختند و بچه‌های مرا بی‌پدر کردند و ۳۸ سال زندگی مرا به تاراج بردند، حالا به من می‌خواهند عفو بدهند! مگر من چه کار کردم؟! تمام اتهامات مرا ابتدا ثابت کنند، بعد، مرا به زندان ببرند، ابد بدهند، اعدامم کنند. من عفو خامنه‌ای را نمی‌خواهم؛ عفو را به کسانی بدهد که رهبر را دوست دارند».

## واکنش‌ها
مورگان اورتگاس، سخنگوی وزارت خارجه آمریکا با نام بردن از عبدالرسول مرتضوی، هاشم خواستار، محمد نوری‌زاد، محمدحسین سپهری، فاطمه سپهری و چند تن دیگر، کیفر طولانی‌مدت آن‌ها را به دلیل «درخواستشان برای ایجاد تغییرات سیاسی»، محکوم کرد و خواستار آزادی فوریشان شد.

## بازداشت مجدد
فاطمه سپهری در روز چهارشنبه ۳۰ شهریور ۱۴۰۱ در پی یورش مأموران امنیتی به منزل وی بازداشت و به مکان نامعلومی منتقل شد. این بازداشت پس از آخرین مصاحبه فاطمه سپهری با تلویزیون ایران اینترنشنال و همزمان با خیزش ۱۴۰۱ ایران صورت گرفته بود.
در آبان ۱۴۰۱ دختر فاطمه سپهری در پیامی ویدیویی اطلاع داد که مادرش از زمان بازداشت در زندان انفرادی در سازمان اطلاعات مشهد نگهداری شده است و پس از تحمل بیش از یک ماه سلول انفرادی به سختی می‌تواند حرف بزند. مراجعه خانواده به بازپرس پرونده و معاون دادستان دادگاه مشهد برای انتقال او به بند عمومی بی‌فایده بوده است.
سپهری در ۱۳ آذرماه در پیامی صوتی از درون زندان مشهد مردم را به اتحاد و همبستگی دعوت کرد و از مردم خواست که از فراخوان اعتراضات ۱۴، ۱۵ و ۱۶ آذر حمایت کنند و نگذارند که خون ژیناها، کیانها، خدانورها، ابوالفضلها و حدیثها فراموش شود. وی همچنین افزود «تا جمهوری اسلامی از بین‌نرود، ما روز خوش نداشته‌ایم و نخواهیم داشت».
فاطمه سپهری، اوایل اسفند ۱۴۰۱ توسط دادگاه انقلاب اسلامی به ۱۸ سال زندان محکوم شد. ۱۰ سال از این حکم که توسط «قاضی منصوری» صادر شده «برای تبلیغ علیه نظام، پنج سال برای همکاری با دول متخاصم، دو سال برای توهین به خمینی و خامنه‌ای، و یک سال برای یک اتهام دیگر» صادر شده است. فاطمه سپهری گفته بود حاضر نیست برای بخشش از خامنه‌ای درخواستی کند.
برادر فاطمه سپهری به نقل از غلامحسین دوست‌علی مکی، وکیل خانم سپهری فاطمه سپهری، پنج‌شنبه سوم فروردین ۱۴۰۲ نوشت: «پرونده خانم فاطمه سپهری، مطروحه در شعبه اول دادگاه انقلاب اسلامی مشهد، که به تحمل ۱۸ سال حبس محکوم شده بود، متأسفانه به دلیل عدم قبول و تأیید وکالت من، حکم صادره مورد اعتراض قرار نگرفته و از تاریخ ۲۱ اسفند ماه ۱۴۰۱ قطعی و مجازات اشد لازم‌الاجرا است.»
بر اساس ماده ۱۳۴ قانون مجازات اسلامی، مجازات اشد یعنی ۱۰ سال حبس برای او قابل اجرا است.
سپیده سپهری تا شهریور ۱۴۰۲ نیاز به جراحی قلب داشت. وی اعلام کرد که تنها در صورتی به این جراحی رضایت خواهد داد که برادرانش، حسن سپهری و محمدحسین سپهری، از بازداشت آزاد شوند. سپهری در ۹ مهر ۱۴۰۲ تحت عمل جراحی قلب قرار گرفت و در ۱۵ مهر از بیمارستان مرخص و به زندان بازگردانده شد. در آذر همان سال، وی همچنان با مشکلات سلامتی مواجه بود، از جمله تپش قلب بالا که سخن گفتن را برای او دشوار می‌ساخت. با این حال، قوه قضاییه، با وجود سن بالا و وضعیت وخیم جسمانی‌اش، هیچ‌گونه تسهیلاتی در شرایط حبس او قائل نشد و سپهری همچنان در زندان تحت فشار و رنج قرار دارد. علاوه بر این، وی مورد شکنجه‌های روانی نیز قرار گرفته است، از جمله آزارهای روان‌پزشکی توسط یک روان‌پزشک وابسته به حکومت.
با وجود شرایط سخت زندان و وضعیت جسمانی نامناسب، وی همچنان به ابراز مخالفت با حکومت ایران و تأمین مالی حماس که بخشی از محور مقاومت است و کمکی به صلح در منطقه نمی‌کند، ادامه داد.
در ۹ بهمن ۱۴۰۳، اصغر سپهری، برادر فاطمه و محمدحسین سپهری، اعلام کرد جلسه تفهیم اتهام فاطمه و محمدحسین، ۸ بهمن در شعبه ۹۰۵ دادگاه انقلاب مشهد برگزار شد. در این دادگاه برای فاطمه سپهری و محمدحسین سپهری، دو اتهام تحت عناوین «توهین به رهبری» و «تبلیغ علیه نظام» صادر شد. اصغر سپهری گفت، بیانیه خواهر و برادرش که در ۶ دی خطاب به علی خامنه‌ای منتشر شد، باعث تشکیل جلسه بازپرسی شده است. در آن بیانیه، فاطمه و محمدحسین سپهری گفته بودند: «علی خامنه‌ای، اوضاع تو از یک ماه پیش بشار اسد هم وخیم‌تر شده و دیگر نه توان سرکوب داری و نه فرصتی برای فریب‌کاری باقی مانده است.» جلسه بازپرسی به صورت مجازی برگزار شد. به گفته اصغر سپهری، فاطمه از بازپرس خواسته «دوربین را فعال کند تا بتواند او را ببیند، اما بازپرس از این کار امتناع کرده است.» اصغر سپهری فاش کرد، «بسیاری از افرادی که با خواهر و برادرم برخورد دارند، چه در زندان و چه در جلسات دادگاه، از انتشار نام یا تصویر خود به‌شدت واهمه دارند»؛ به گفته او، «این ترس به وضوح نشان‌دهنده این است که آنان از سقوط قریب‌الوقوع رژیم جمهوری اسلامی و پاسخگویی در برابر اعمالشان هراس دارند.»